# Pseudotragus
Lo pseudotrago (gen. Pseudotragus) è un mammifero artiodattilo estinto, appartenente ai bovidi. Visse nel Miocene superiore (circa 8 - 6 milioni di anni fa) e i suoi resti fossili sono stati ritrovati in Europa.

## Descrizione
Questo animale doveva essere vagamente simile a una capra selvatica come l'egagro (Capra aegagrus). Possedeva cavicchi ossei delle corna diretti al di sopra delle orbite e fortemente arcuati all'indietro. La sezione dei cavicchi era ovale e allungata. Il cranio era caratterizzato da una debole incrinatura tra la volta cranica e il muso.

## Classificazione
Pseudotragus è probabilmente un rappresentante arcaico della sottofamiglia Caprinae, anche se non sono ben chiare le parentele di questa forma. Il genere venne descritto per la prima volta da Schlosser nel 1904, sulla base di resti della fine del Miocene dell'isola di Samo; la specie tipo è Pseudotragus capricornis. Successivamente a questo genere è stata attribuita anche una specie precedentemente descritta da Albert Gaudry come Palaeoryx parvidens, nota per fossili ritrovati nel giacimento di Mytilini in Grecia; è possibile, tuttavia, che questa specie sia effettivamente attribuibile a Palaeoryx (Geraads et al., 2006). Un'altra specie attribuita a Pseudotragus, P. gentryi, è stata descritta sulla base di resti provenienti dal Miocene medio del Kenya, ma in seguito è stata attribuita al nuovo genere Gentrytragus, affine a Tethytragus.